# Bibliologia
La Bibliologia és la ciència que versa sobre els llibres en el seu sentit més ampli.
L'estudi de la Bibliologia comprèn el coneixement del llibre en tots els seus aspectes, des dels materials de què és format, fins a la impressió, la relligadura i la venda. S'ocupa també de l'estudi de les biblioteques, de la seva història i, en general, de tots els aspectes de la biblioteconomia.
El concepte de bibliologia, tal com s'entén en l'actualitat, compren a una ciència on s'estructuren sistemàticament coneixements que fins ara s'havien estudiat de manera dispersa i deslligada, com ara en la bibliografia, la biblioteconomia, la història i sociologia del llibre o les ciències de la comunicació.
Sovint els termes bibliologia i bibliografia s'han confós, doncs, les estructures d'ambdues ciències en la seva formulació més àmplia, engloben una sèrie de components molt similars.